# Profibus

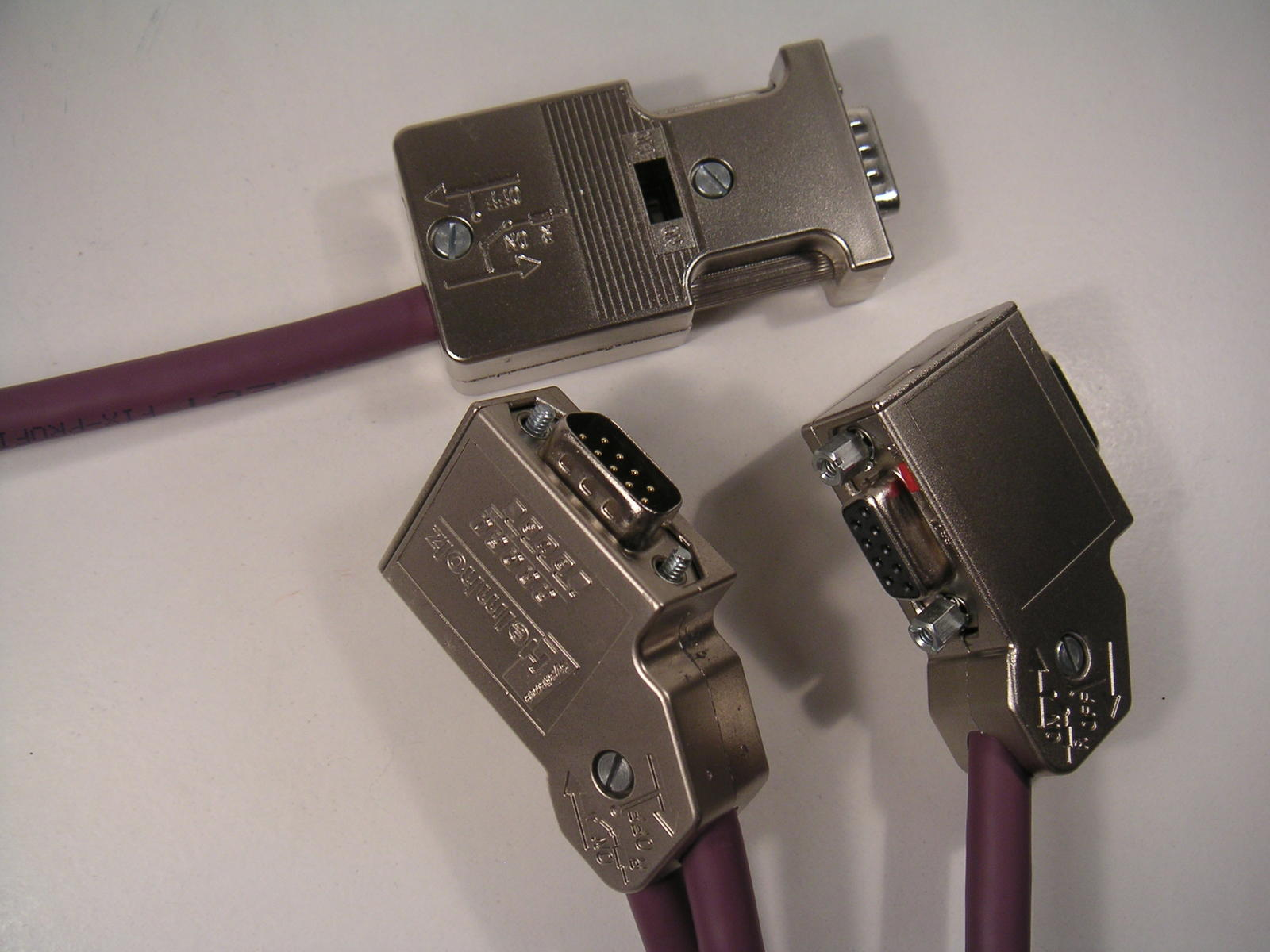
Profibus-stekker

Profibus of ook wel PROFIBUS, wat staat voor Process Field Bus, is een open, fabrikant-onafhankelijk, datacommunicatiestandaard (veldbus) waarmee automatiseringscomponenten zoals sensoren, actuatoren en controllers (veelal PLC's ) informatie uitwisselen.

## Geschiedenis en gebruik
De Profibus werd in 1989 ontwikkeld door een samenwerkingsverband van 15 bedrijven en onderzoeksinstituten. Het is de meest gebruikte veldbus met meer dan 20 miljoen aansluitingen ('nodes') wereldwijd. Binnen Europa domineert Profibus, met 60% van de industriële automatiseringsmarkt. De bus is het meest geschikt en wordt het meest gebruikt voor toepassingen in de productieautomatisering en procesautomatisering en wordt inmiddels snel verdrongen door de opvolger op basis van ethernet, Profinet.

## Varianten
Er zijn verschillende varianten van Profibus in gebruik:
- Profibus-PA, waar het zwaartepunt op analoge signalen ligt en die voor de procesindustrie bedoeld is. Dit is een tweedraadsbus waar zowel data als voeding over dezelfde aders lopen. Dit maakt hem geschikt voor explosieveilige omgevingen (Ex-zone 0-1) De overdrachtssnelheid ligt aanzienlijk lager (31,25 kb/sec).
- Profibus-DP, de meest gebruikte variant, op basis van RS-485, die vooral voor digitale besturingen gebruikt wordt.
- Profibus-FMS, vooral bedoeld voor communicatie met hogere lagen. Deze vorm van Profibus is nooit een succes geworden, omdat deze techniek achterhaald werd door ethernet.

## Field Data Link
De Field Data Link (FDL) beschrijft het protocol dat de toegang en snelheid van de Profibus regelt. FMS en DP gebruiken dezelfde FDL en kunnen dus door elkaar geen op dezelfde veldbus werken. PA heeft een eigen FDL; om FP en PA met elkaar te koppelen is een interface of gateway noodzakelijk.
- Interface: Koppeling op bekabeling-niveau. Deze methode is goedkoop, maar de snelheid is laag omdat DP de lage snelheid van PA moet volgend (45,45 kbps).
- Gateway: Koppeling op datalink-niveau. Deze methode is duurder, maar DP kan op een veel hogere snelheid werken.

### Profibus-protocol
Toegangsmechanisme tot het netwerk (bus) vindt bij Profibus plaats op FDL-niveau door middel van het polling-mechanisme. Hierbij loopt de master alle toegewezen en/of aangesloten slave een voor een af door de uitgangen (outputs) te schrijven (request) en de ingangen (inputs) te lezen (response).
- Master: Actief apparaat, zoals de controller of PLC.
- Slaves: Passieve apparaten, zoals remote IO-modules, sensoren en/of actuatoren.

Elke slave heeft zijn eigen adres (1..126) die voor gebruik met dipswitches of een schakelaar hardwarematig ingesteld dient te worden. Een speciaal adres, adres 127, wordt gebruikt voor het versturen van broadcast/multicast berichten. Dat zijn berichten die voor alle slaves bedoeld zijn.
Doordat de master alle slaves cyclisch afhandelt is de cyclustijd voor Profibus zeer optimaal en constant. De cyclustijd kan globaal met de volgende formule berekend worden:
{\displaystyle T_{cyclus}={\frac {500+slaves*320+bytes*11}{bitrate}}}
In de praktijk wordt de cyclustijd van Profibus zo gekozen dat deze ongeveer 3x sneller is dan de programmacyclus van de master.